# Kent-Knoten
Der Kent-Knoten ist als Krawattenknoten eine Möglichkeit, eine Krawatte zu binden.

## Beschreibung
Der Kent-Knoten gilt als „der einfachste“ Krawattenknoten, auch wird wenig Stoff für das Binden benötigt. Dieser Umstand ist für „große Menschen“ (ab 1,80 Meter Körpergröße) ein Vorteil, die mit „normalen Krawatten“ ein Problem mit deren Länge haben: Beim Binden wird etwa sechs Zentimeter weniger Stoff benötigt als bei Krawattenknoten ähnlicher Dicke.
Der Kent-Knoten ist wie der Four-in-Hand und der Halbe Windsorknoten ein leicht asymmetrischer, kompakter, kleiner und schmaler Knoten.
Der Knoten ist für Hemden mit schmalem Kragenausschnitt geeignet, etwa dem Kentkragen, dem Tab-Kragen und dem Button-Down-Kragen. Der Kent-Knoten kann gut für „Krawatten aus dicken Stoffen oder mit voluminösen Mustern“ verwendet werden. Er ist für „legere und halbformelle Anlässe“ geeignet. Er ist dem Kleinen Knoten ähnlich, dieser wird mit der Naht nach außen gebunden, wohingegen beim Kent-Knoten das Ende zu Beginn umgedreht wird.

## Bindung
Der Kent-Knoten ist „schnell gebunden“ und gilt als „optimal für Anfänger geeignet“. Allerdings ist ein wenig Fingerspitzengefühl beim Binden nötig.
Die Krawatte wird mit der Naht nach innen um den Hals gelegt. Das breite Ende wird umgedreht, sodass der Stoff unterhalb des Kragens mit der Naht nach außen liegt. Dieses Ende wird unter das schmale Ende gelegt und dann mit der Vorderseite nach außen vorne über das schmale Ende gelegt, sodass sich dort eine Schlaufe bildet. Das breite Ende wird dann von dort nach hinten geführt und dann durch die Schlaufe gezogen, woraufhin der Knoten festgezogen wird. Das Dimple ist nicht besonders ausgeprägt.